# Finnugor Népek Világkongresszusa
A Finnugor Népek Világkongresszusa intézményét a Szovjetunió felbomlása után hívták életre, amikor még úgy látszott, hogy lehetőség nyílik az ott élő kis létszámú, őslakos népek kulturális újjászületésére, kapcsolataik önálló alakítására.
Az első kongresszuson elfogadott alapvető Nyilatkozat szerint a Finnugor Népek Világkongresszusa „a finnugor és a szamojéd népek kormányoktól és politikai pártoktól független képviseleti fóruma, mely a világ finnugor népeinek együttműködéséről szóló Nyilatkozat alapján tevékenykedik” (Sziktivkar, 1992). A kongresszus határozatokat hoz, nyilatkozatokat tesz; a szekciókban elfogadott határozatoknak ajánlás jellegük van a Konzultatív Bizottság számára.

## Konzultatív Bizottság
A kongresszus végrehajtó szerve a Konzultatív Bizottság, mely félévenként ülésezik. Feladata többek között az együttműködés koordinálása és a finnugor népek jogainak képviselete nemzetközi szervezetekben, így az ENSZ Emberi Jogok Bizottságának megfelelő munkacsoportjában is. A Bizottságban minden részt vevő nép egy vagy két képviselője kapott helyet, minden népnek egy szavazata van.
A bizottság elnöki tisztét a kezdektől 24 éven át a komi nemzetiségű Valerij Petrovics Markov töltötte be. 2016 júniusában leköszönt, és helyette elnöknek a karél Tatyjana Klejerovát választották meg.

## Korábbi világkongresszusok
- 1992. november 30–december 3. – Helyszín: Oroszország, a Komi Köztársaság fővárosa, Sziktivkar. 
 Szervező testület: a Komi Nép Újjászületésének Bizottsága (Komi vojtorös sövmödan komitet). Ezen a kongresszuson fektették le az alapelveket és fogadták el a Nyilatkozatot a világ finnugor népeinek együttműködéséről.

- 1996. augusztus 16–21. – Helyszín: Magyarország, Budapest. 
 Szervező testület: a Finnugor Népek Világkongresszusának Magyar Nemzeti Szervezete. A plenáris ülést a Parlament épületében tartották, ahol a résztvevőket az államfő köszöntötte. Itt alakult ki az a gyakorlat, hogy a plenáris ülés után a munka szekciókban folytatódik.

- 2000. december. – Helyszín: Finnország, Helsinki. 
 Szervező testület: a Finn-Orosz Társaság (Suomi-Venäjä-Seura) és a Castrén Társaság. A kongresszusok történetében először a plenáris ülésen részt vett a három önálló államisággal rendelkező köztársaság (Észtország, Finnország, Magyarország) elnöke is.

- 2004. augusztus 15–19. – Helyszín: Észtország, Tallinn. 
 Szervező testület: az észt Fenno-Ugria Alapítvány. A kongresszus központi témája Fiatalok – a finnugor népek reménye és jövője, védnöke az Észt Köztársaság elnöke, Arnold Rüütel volt.

- 2008. június 28–30. – Helyszín: Oroszország, Hanti-Manszijszk. Az V. világkongresszust Szibéria területén, a Hanti-Manysi Autonóm Körzet fővárosában tartották meg. Az ünnepélyes megnyitón részt vettek és felszólaltak az Észt Köztársaság, a Finn Köztársaság, a Magyar Köztársaság és az Oroszországi Föderáció elnökei is. Sólyom László köztársasági elnök bejelentette, hogy a 2012-ben esedékes következő világkongresszust Magyarország rendezi meg. A záróközleményben a rendezvény helyszíneként Komáromot jelölték meg. Később közölték, hogy a kongresszust 2012 szeptemberében, a korábban tervezett Komárom helyett Siófokon rendezik meg.[2][3]

- 2012. szeptember 5–7. – A VI. világkongresszust immár másodszor Magyarországon, ezúttal Siófokon tartották meg. Az ünnepélyes megnyitón részt vettek és felszólaltak Toomas Hendrik Ilves, Észtország; Sauli Niinistö, Finnország; Áder János, Magyarország köztársasági elnökei és Vlagyimir Rosztyiszlavovics Megyinszkij, az Oroszországi Föderáció kulturális minisztere is. Az utolsó napon bejelentették, hogy a 2016-ban esedékes következő világkongresszust Finnország Lahti városában rendezik meg.

- 2016. június 15–17. – A VII. világkongresszus helyszíne a finnországi Lahti volt.

A megnyitón – immár hagyományosan – Észtország, Finnország és Magyarország államfői köszöntötték az egybegyűlteket. Oroszország képviseletében mint legmagasabb szintű állami vezető, Alekszandr Zsuravszkij kulturális miniszterhelyettes volt jelen a világkongresszuson. Az utolsó napon bejelentették, hogy a 2020-ban esedékes következő világkongresszust az észtországi Tartuban  rendezik meg.
- A VIII. világkongresszus tervezett időpontja 2020. június 17–19. volt, helyszíne az észtországi Tallinn. Megrendezését azonban a koronavírus-járvány miatt a következő évre halasztották, a helyszín a tallinni Észt Nemzeti Múzeum marad.[5] A rendezvényt 2021. június 16–18. között rendezték meg Tartuban.[6]

A Béke jóságos angyala emlékmű a siófoki mólónál, melyet a Siófokon 2012-ben megrendezett Finnugor Népek VI. Világtalálkozójának tiszteletére avattak fel.
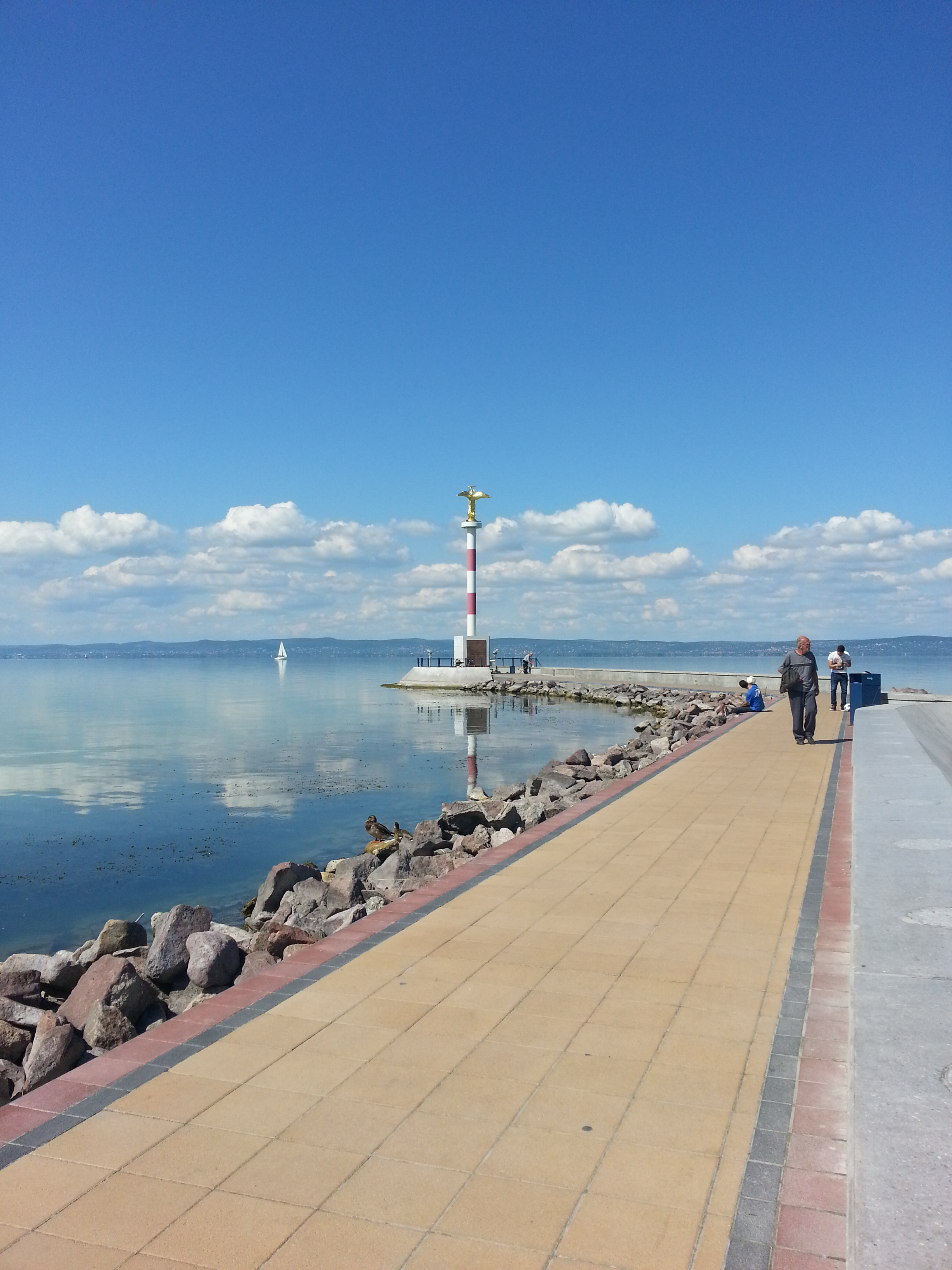
A siófoki móló melletti Krúdy sétány, háttérben az emlékmű
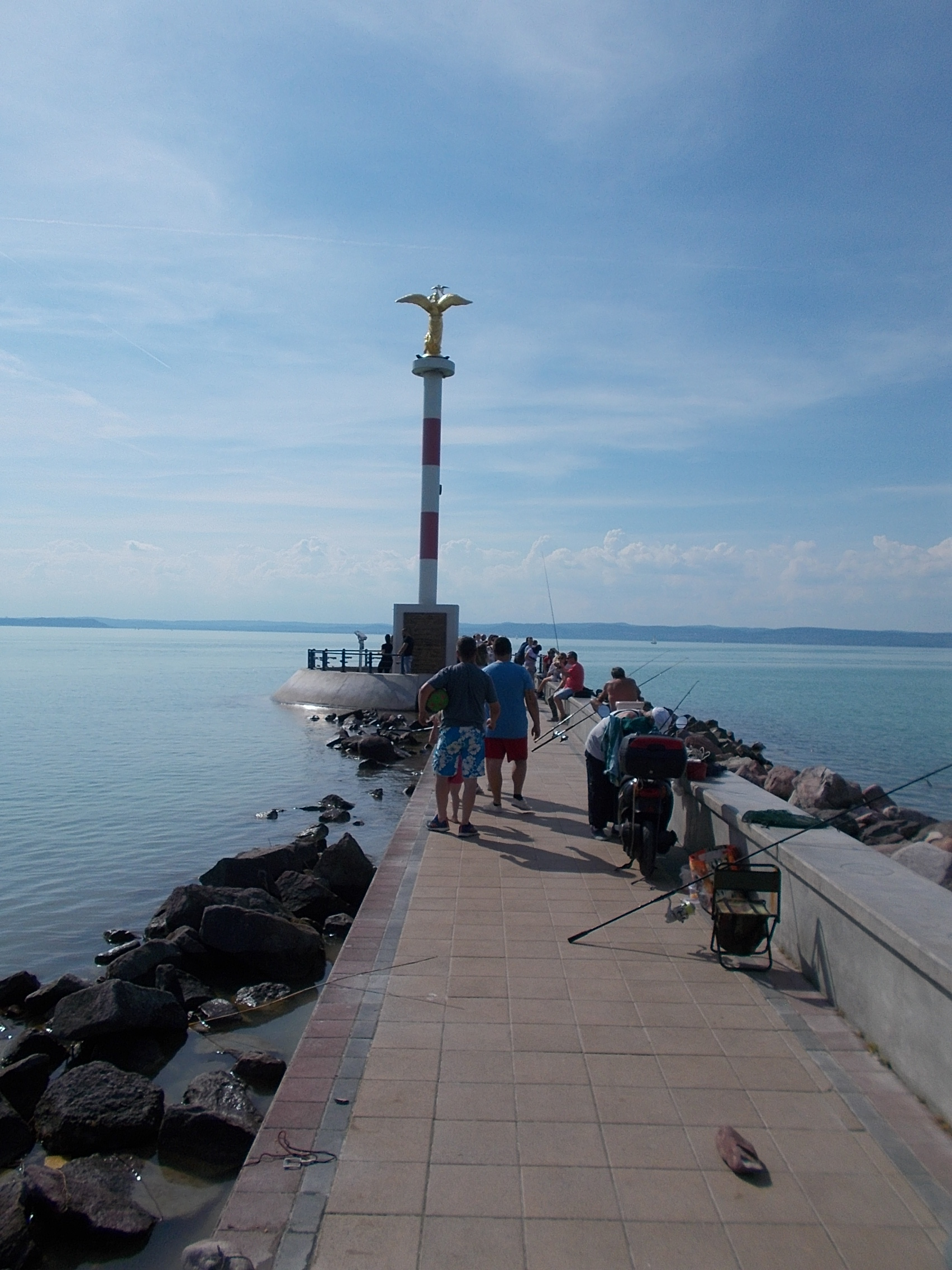
Az emlékmű a Krúdy sétány végén
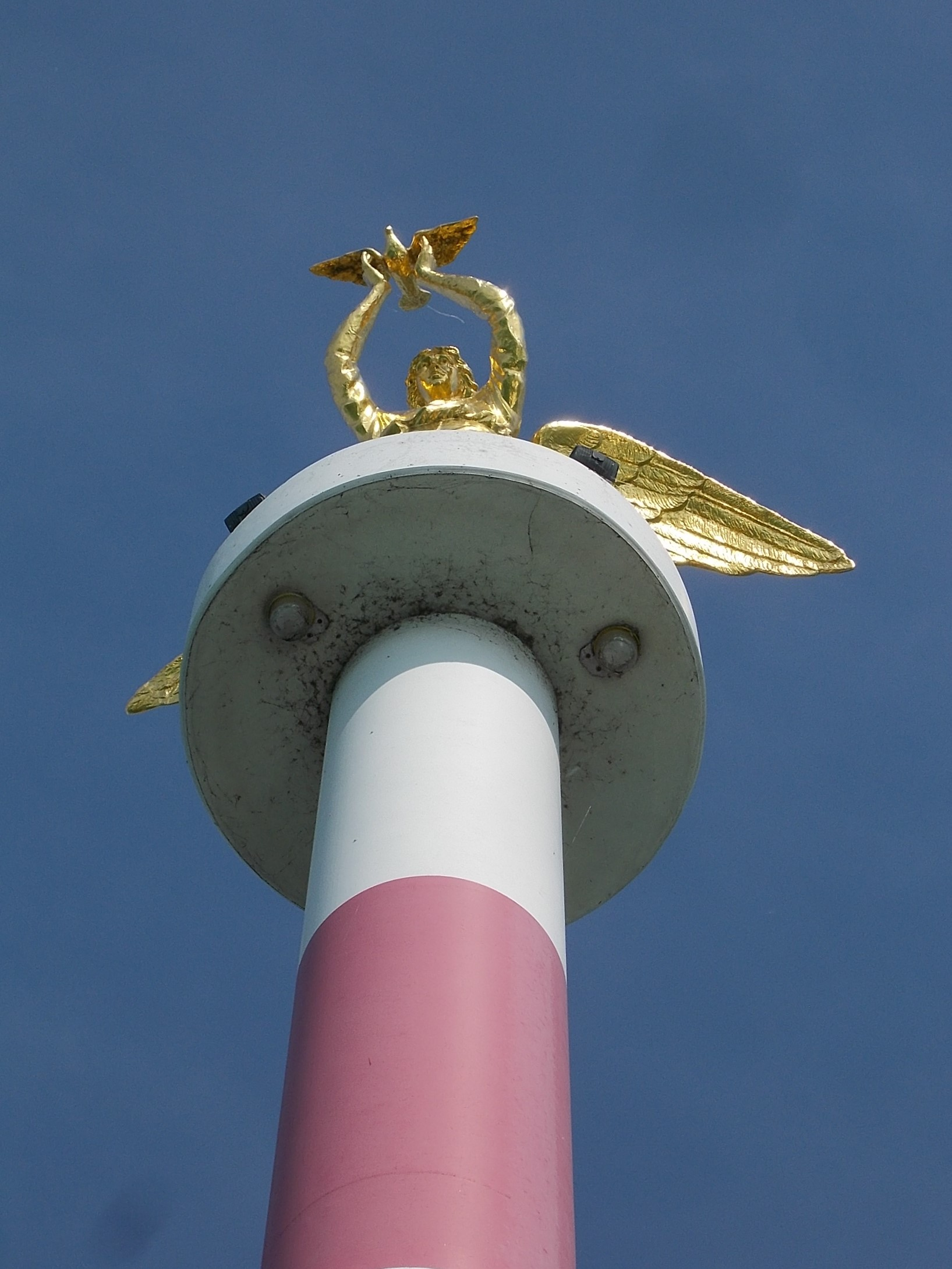
Az emlékmű tetején lévő szobor elölről
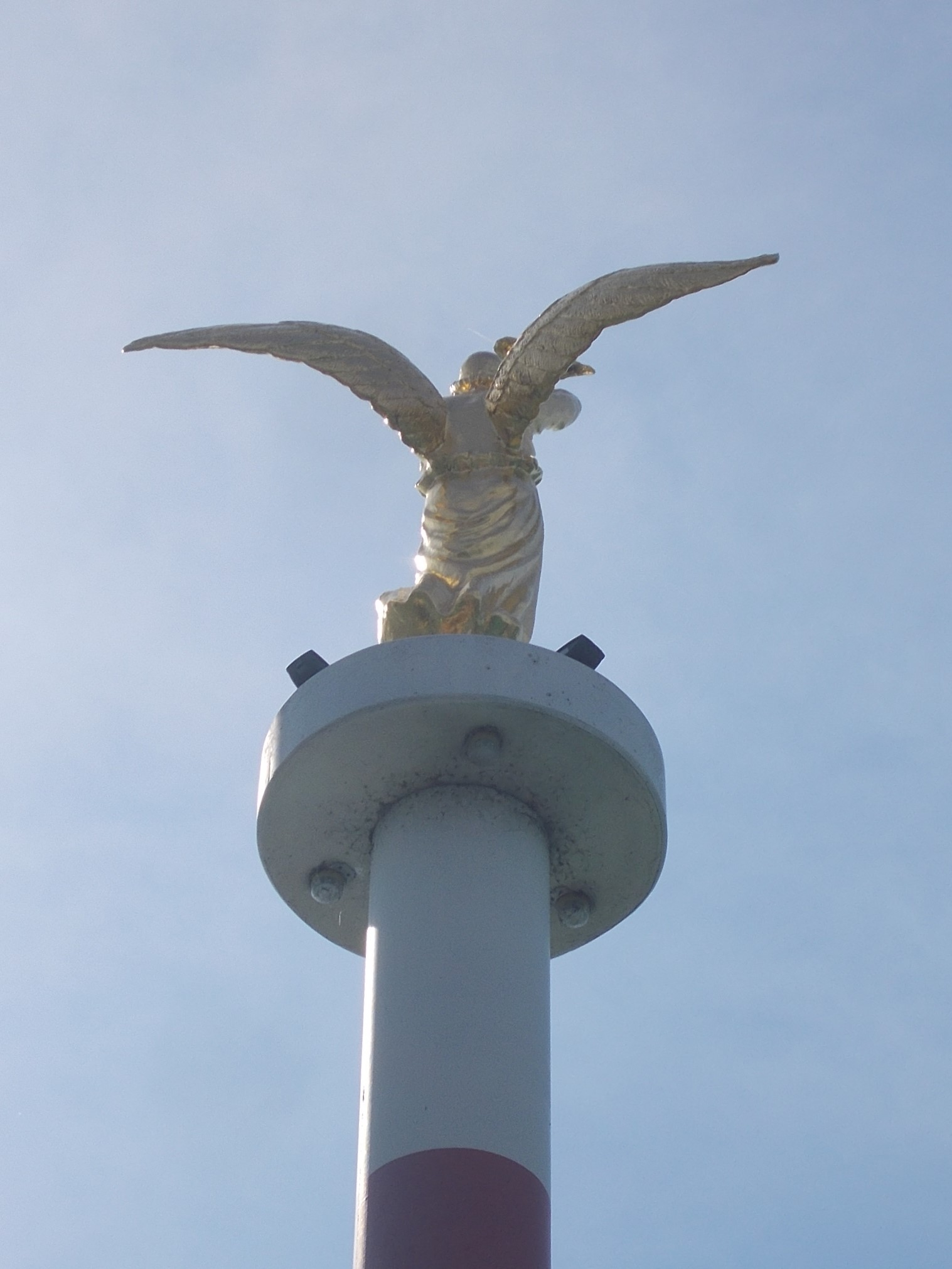
Az emlékmű tetején lévő szobor hátulról
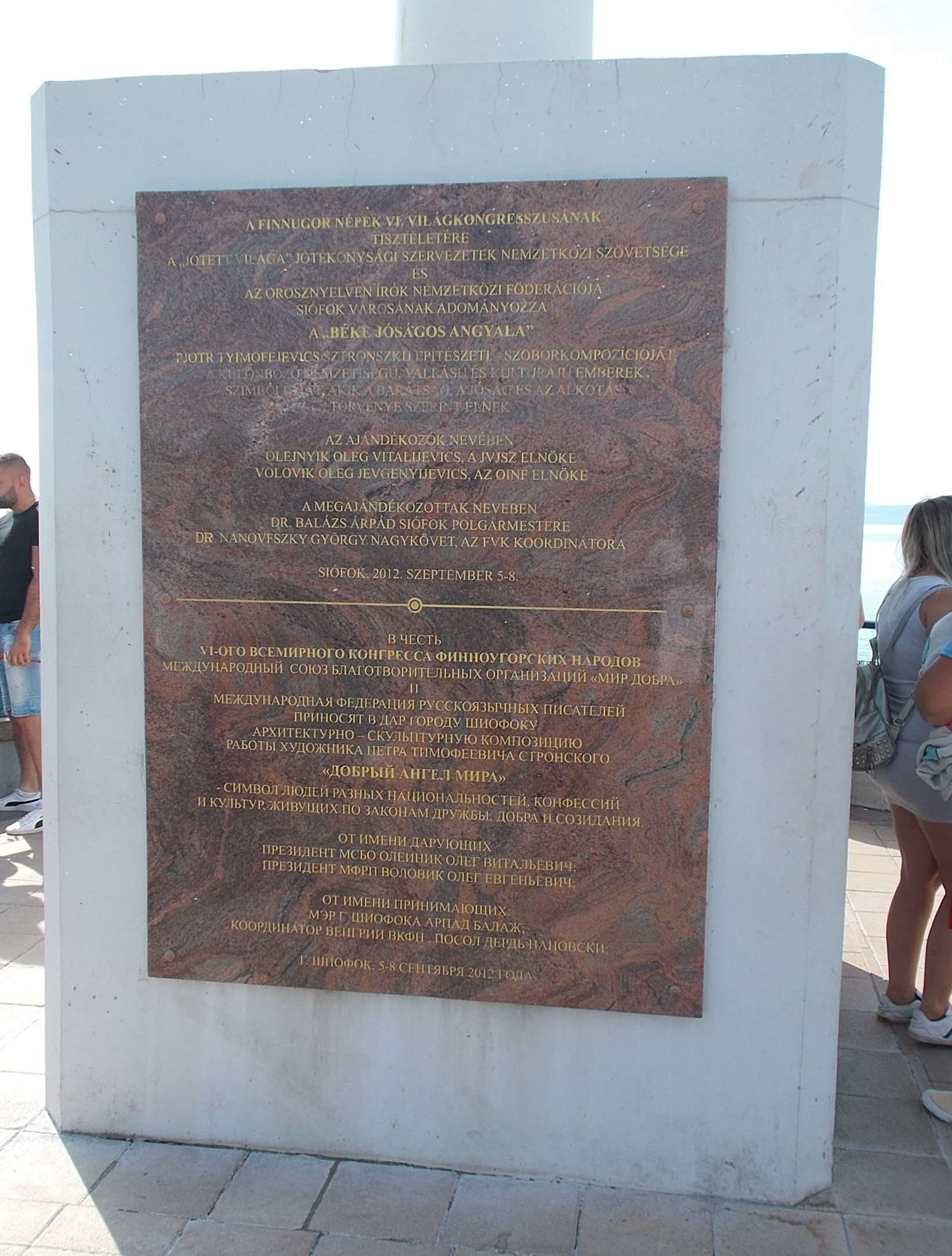
A Finnugor Világtalálkozó tiszteletére készült emléktábla az emlékmű talapzatán

## Magyar részvétel a világkongresszusok munkájában
Magyarország eddig mindegyik világkongresszuson képviseltette magát, a honfoglalás 1100. évfordulója alkalmából Budapesten rendezett II. világkongresszusnak házigazdája volt. A 2004. évi világkongresszuson különleges figyelmet kapott dr. Pusztay János előadása, melyben kendőzetlenül feltárta az oroszországi finnugor népek anyanyelvi, kulturális, oktatási problémáit, és „hogy a kis népeket be akarják olvasztani”.
A Konzultatív Bizottság magyar koordinátora éveken át dr. Pusztay János, a Nyugat-magyarországi Egyetem Savaria Egyetemi Központ Uralisztika Tanszékének vezetője volt. A bizottság 2011. novemberi siófoki ülésén közölték, hogy Pusztay János helyett a magyar koordinátor feladatait a továbbiakban Nanovfszky György látja el. Pusztay János a Konzultatív Bizottságban viselt koordinátori tisztségéről és bizottsági tagságáról is lemondott. A bizottság tanácskozásain alkalmanként részt vesz a magyar Országgyűlés két (egy kormánypárti és egy ellenzéki) képviselője is. 
Lahtiban, a 2016. évi VII. világkongresszuson Magyarországról Áder János köztársasági elnök vezetésével 30 fős magyar delegáció vett részt. A magyar kormány képviseletében a második napon Hoppál Péter, a kultúráért felelős államtitkár tartott beszédet.
A Finnugor Népek Világkongresszusának Magyar Nemzeti Szervezetét az 1996. évi budapesti kongresszusra készülve alakították meg. Feladata többek között a soron következő kongresszusokra való felkészülés és a magyarországi küldöttek kijelölése is. A szervezet és annak tevékenysége ritkán kap nyilvánosságot. Elnöke Rubovszky Éva, a Nemzetek Háza igazgatója; elnökségi tagja többek között dr. Pusztay János és Szíj Enikő egyetemi docens, a Magyar–Finn Társaság elnöke. Hoppál Péter kultúráért felelős államtitkár 2016-os kongresszusi beszédében elmondta, hogy a nemzeti szervezet „kiemelt kulturális diplomáciai feladatait” a kulturális tárca a költségvetéséből támogatja.

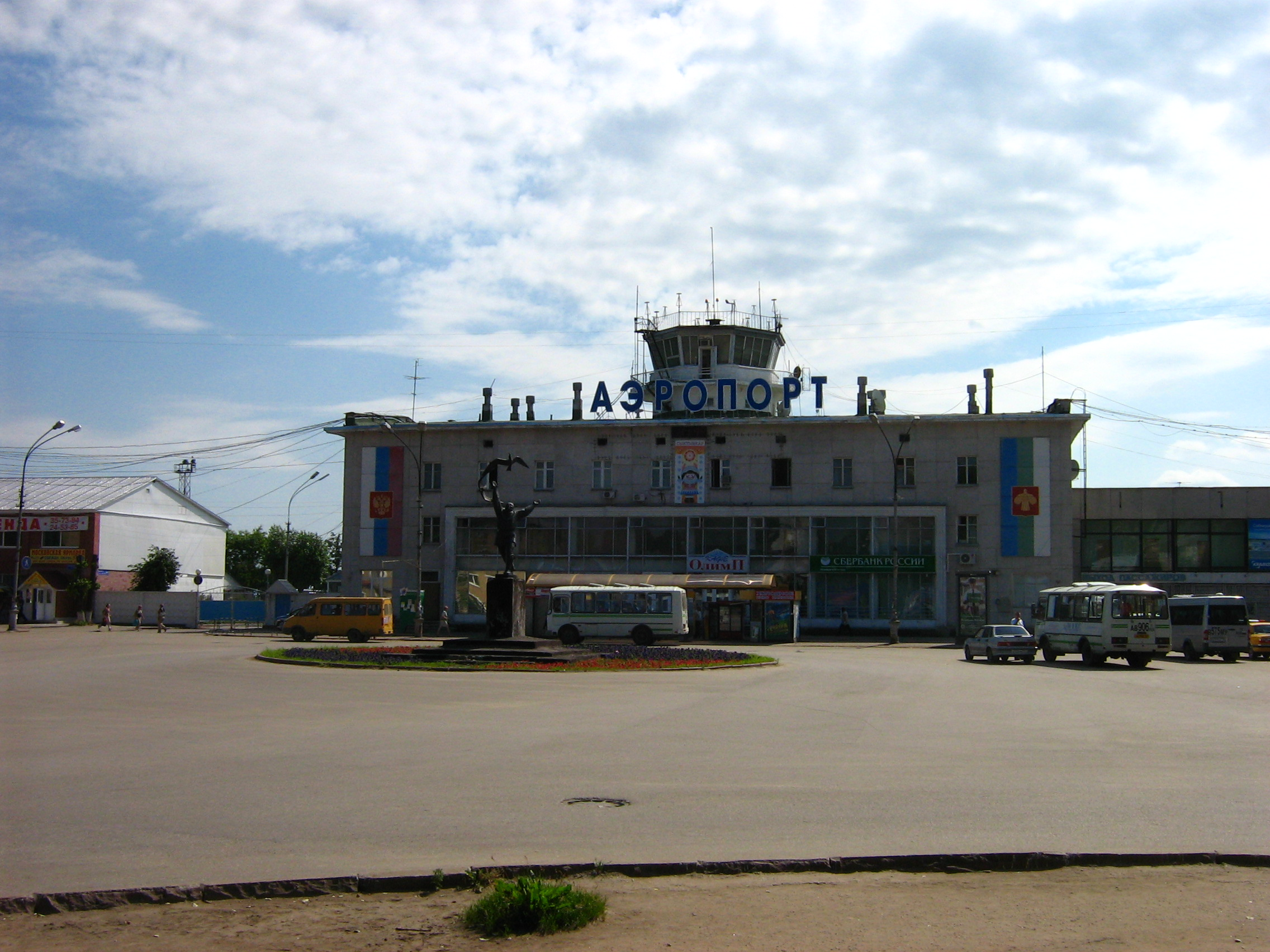
Sziktivkar, repülőtér.
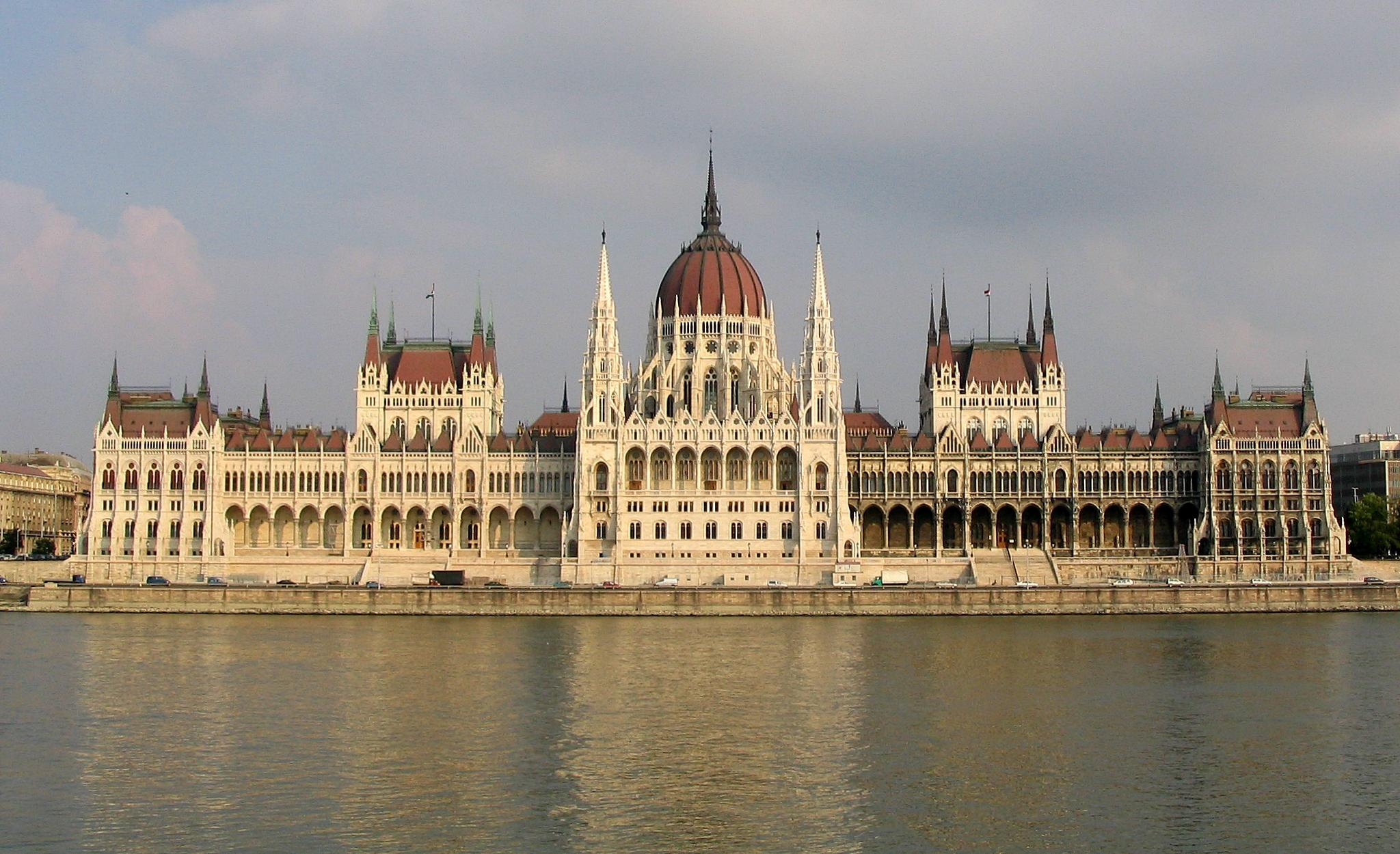
Budapest, a parlament épülete.
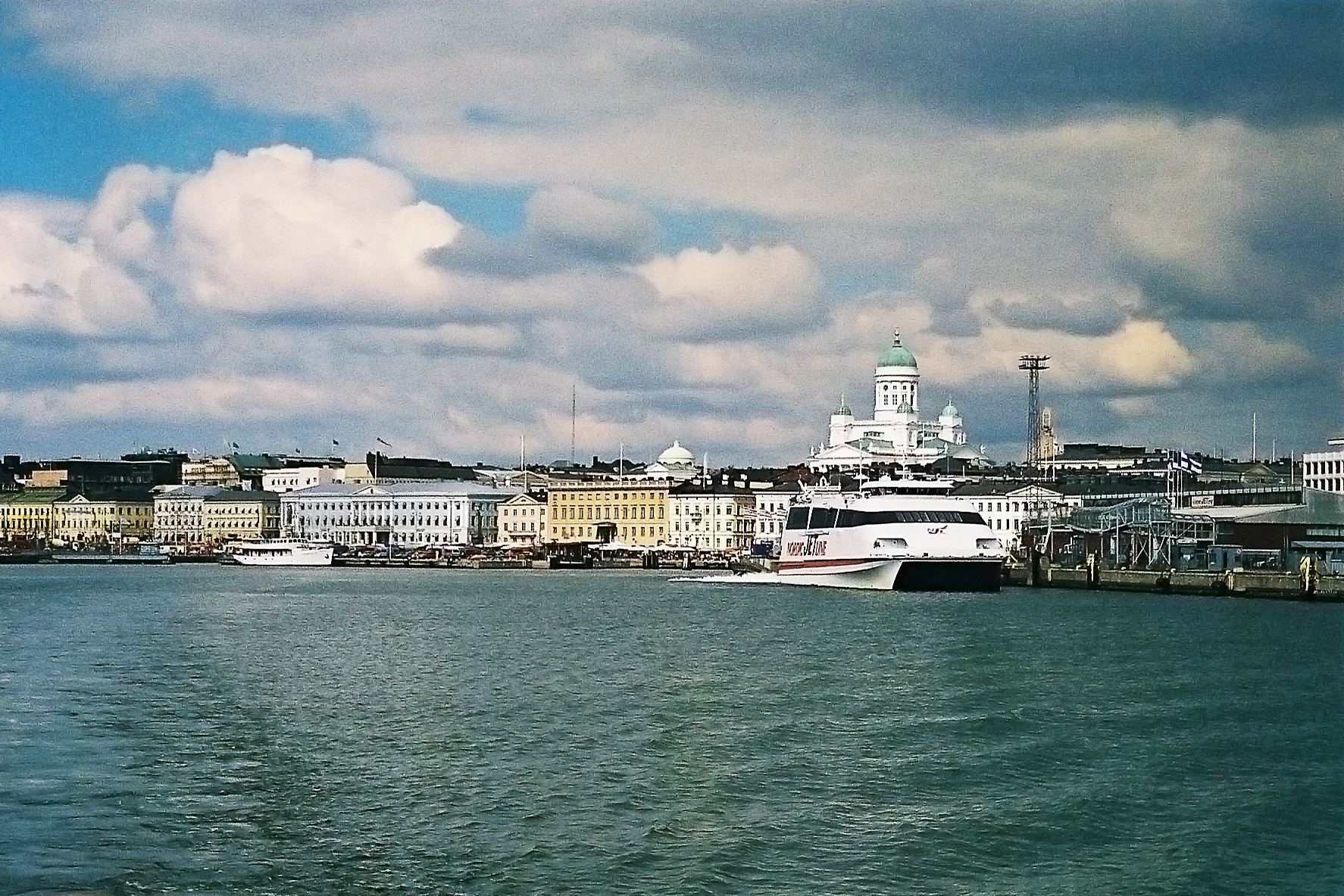
Helsinki.
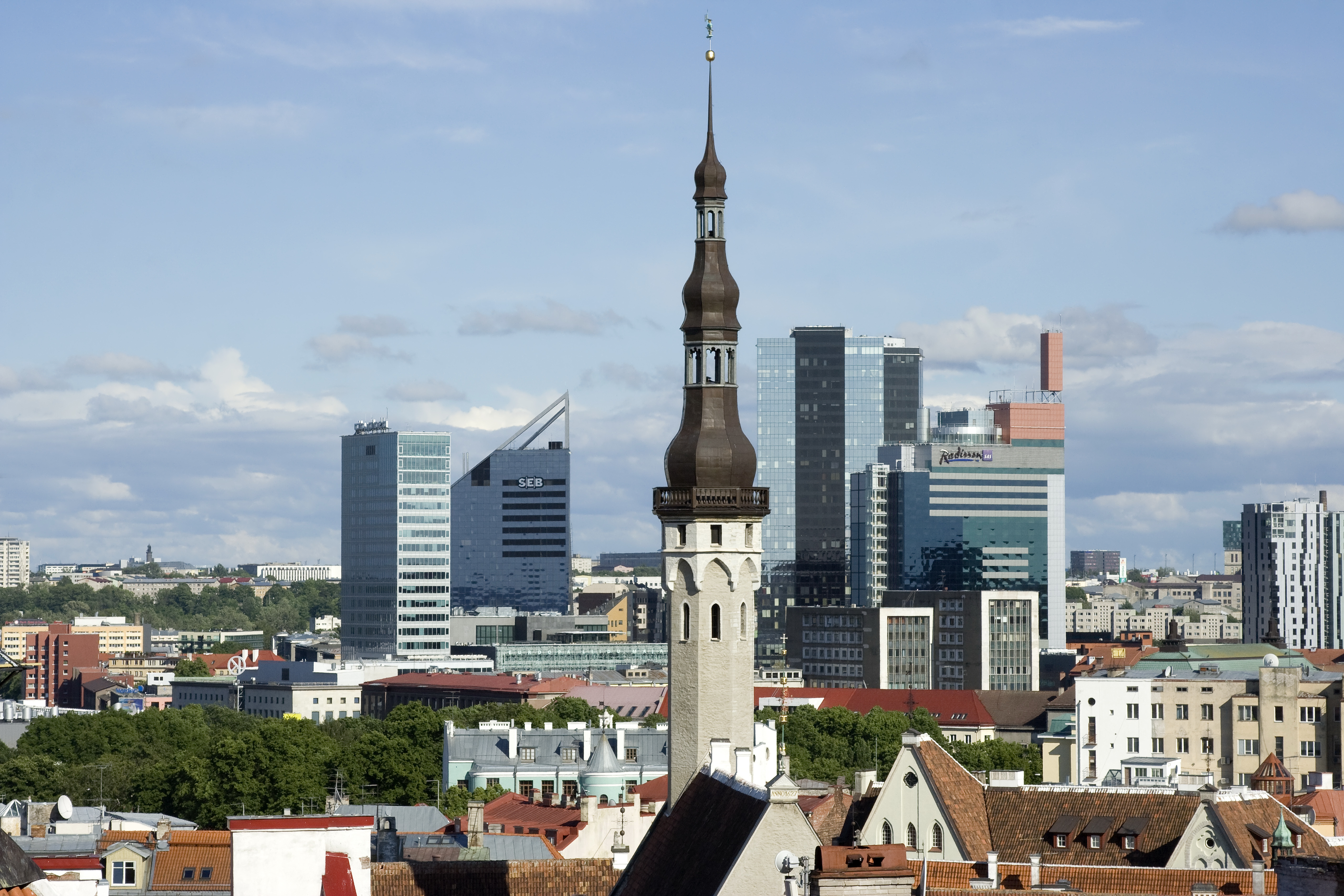
Tallinn.
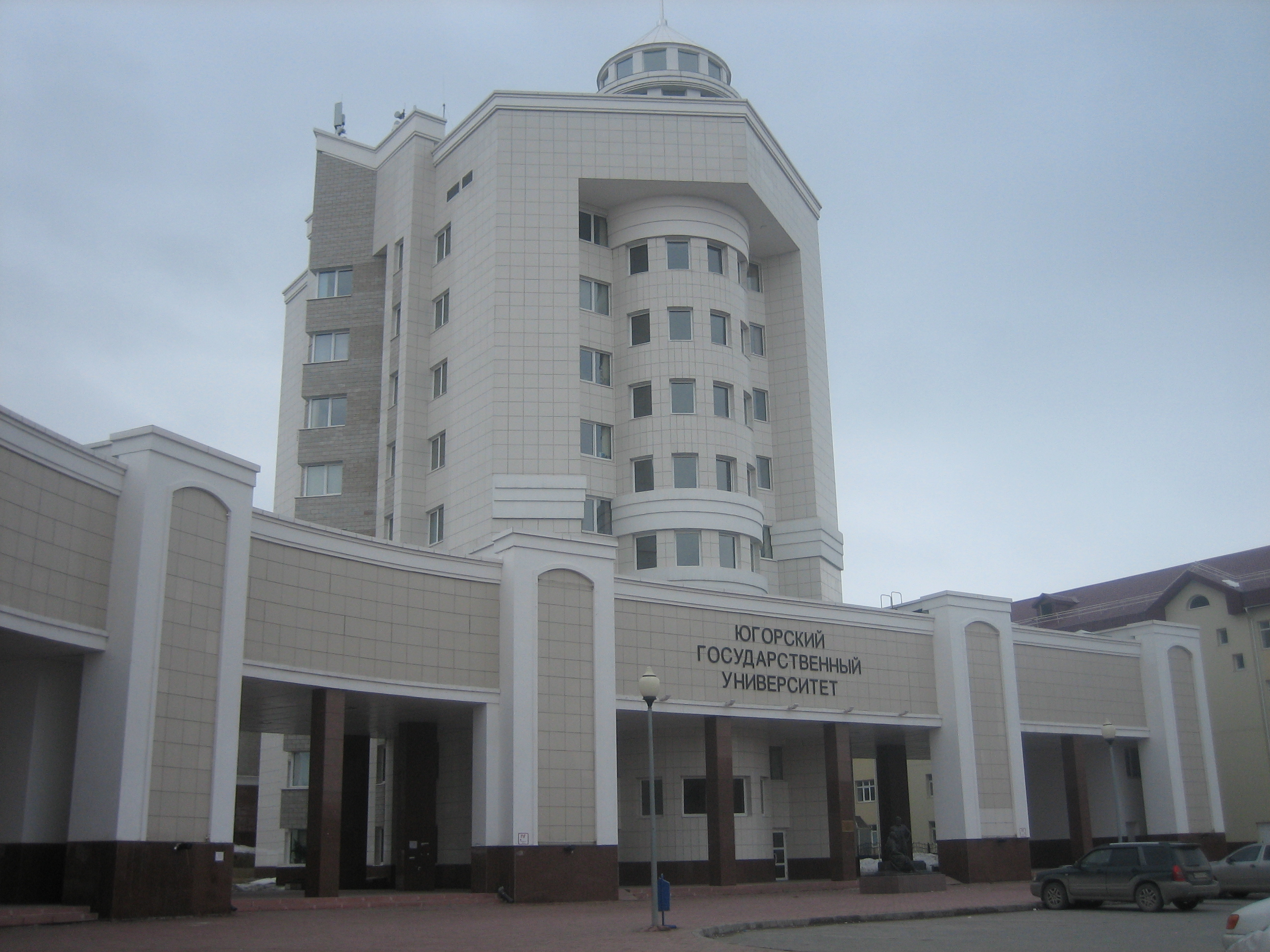
Hanti-Manszijszk, az egyetem központi épülete.
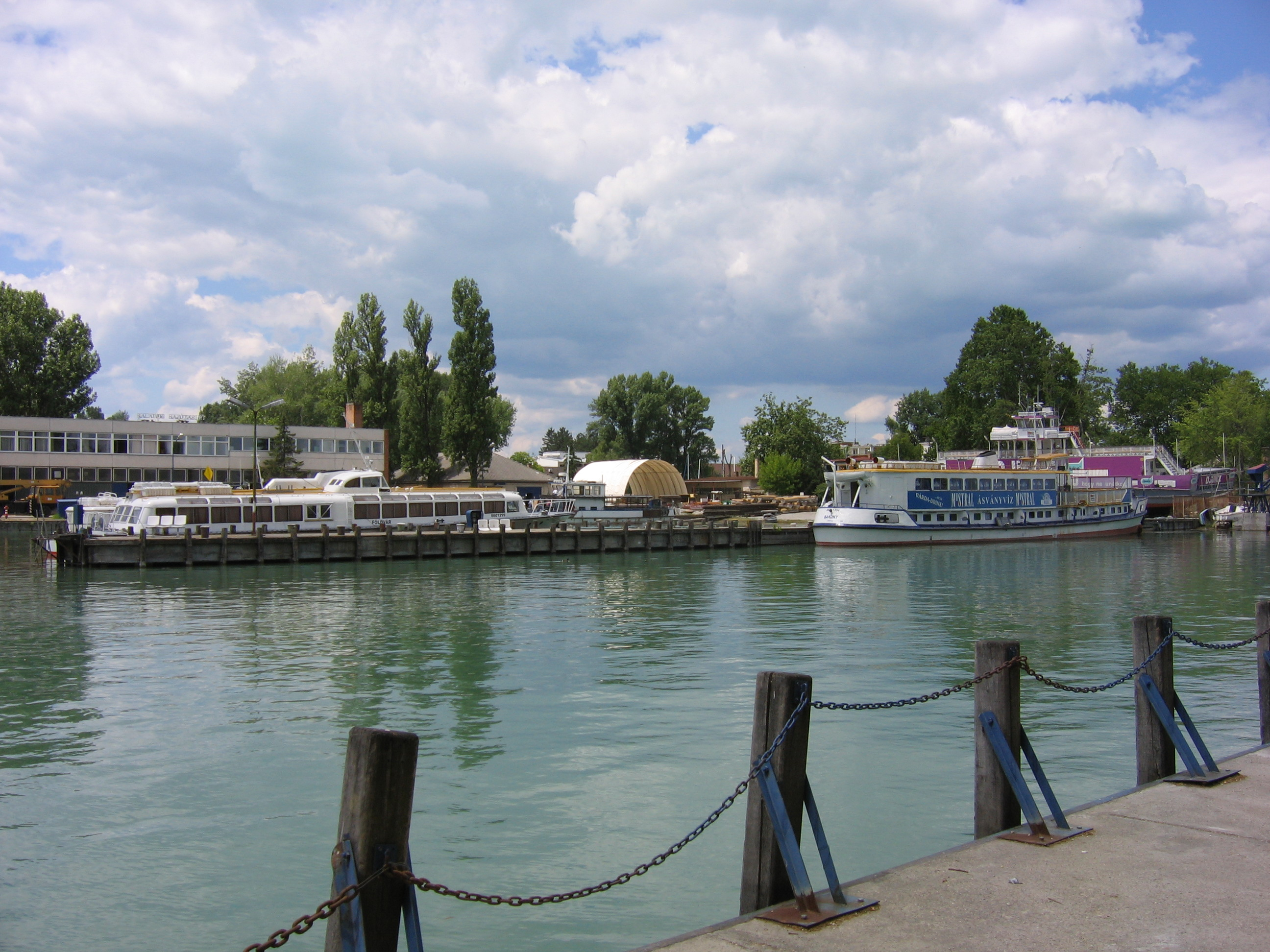
Siófok.
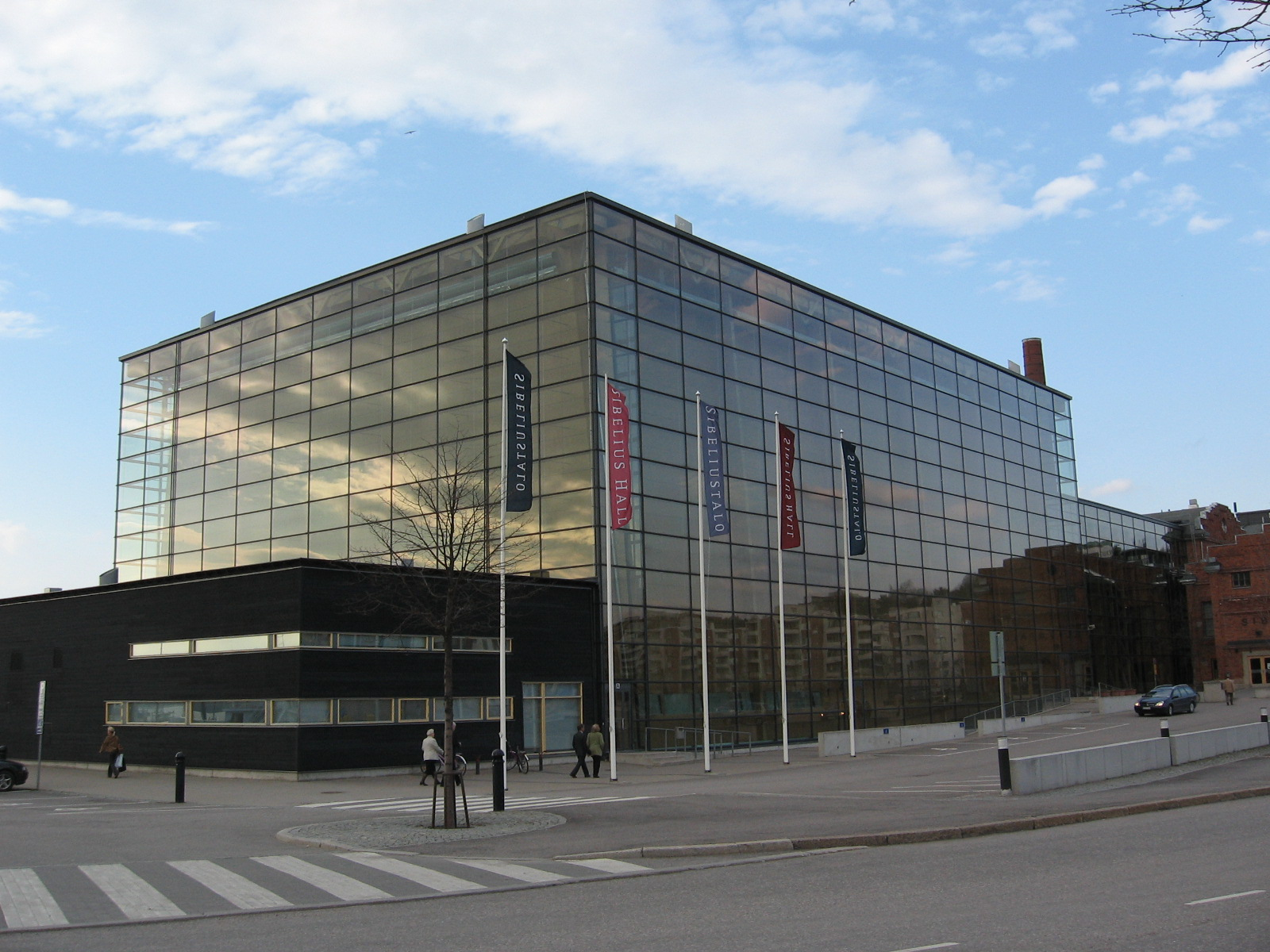
Lahti, Sibelius Koncert- és Kongresszusi Központ.

## Lásd még
- Sólyom László beszéde az V. világkongresszuson. Wikihírek. 2008. június 29.
- Nemzetközi Finnugor Kongresszus
- Finnugor nyelvek
- Finnugor nyelvrokonság

## Kapcsolódó szócikk
- Nemzetközi Finnugor Kongresszus